# Handball bei den Zentralamerikaspielen
Bei den Zentralamerikaspielen gehörte Handball der Männer und Frauen erstmals im Jahr 2001 zum Programm, seit dem Jahr 2010 ist er fester Bestandteil. Es nehmen Nationalmannschaften Zentralamerikas teil. Das Turnier dient als Qualifikation für die Zentralamerika- und Karibikspiele.

## Männer

### Turniere
| Jahr | Gastgeber                         | Gold      | Silber      | Bronze     | Teilnehmer |
| ---- | --------------------------------- | --------- | ----------- | ---------- | ---------- |
| 2001 | Guatemala-Stadt, Guatemala        | Guatemala | Honduras    | Costa Rica | 4          |
| 2010 | Panama-Stadt, Panama              | Honduras  | El Salvador | Nicaragua  | 5          |
| 2013 | San José (Costa Rica), Costa Rica | Nicaragua | Guatemala   | Costa Rica | 5          |
| 2017 | Managua, Nicaragua                | Guatemala | Costa Rica  | Honduras   | 5          |

### Teilnehmer
| Nation      | 2001 | 2010 | 2013 | 2017 | Teilnahmen |
| ----------- | ---- | ---- | ---- | ---- | ---------- |
| Costa Rica  | 3    | 4    | 3    | 2    | 4          |
| El Salvador | 4    | 2    | 5    | 5    | 4          |
| Guatemala   | 1    | •    | 2    | 1    | 3          |
| Honduras    | 2    | 1    | 4    | 3    | 4          |
| Nicaragua   | •    | 3    | 1    | 4    | 3          |
| Panama      | •    | 5    | •    | •    | 1          |
| Gesamt      | 4    | 5    | 5    | 5    |            |

## Frauen

### Turniere
| Jahr | Gastgeber                         | Gold        | Silber     | Bronze    | Teilnehmer |
| ---- | --------------------------------- | ----------- | ---------- | --------- | ---------- |
| 2001 | Guatemala-Stadt, Guatemala        | Guatemala   | Costa Rica | Honduras  | 4          |
| 2010 | Panama-Stadt, Panama              | El Salvador | Costa Rica | Honduras  | 3          |
| 2013 | San José (Costa Rica), Costa Rica | Costa Rica  | Guatemala  | Nicaragua | 5          |
| 2017 | Managua, Nicaragua                | Guatemala   | Costa Rica | Nicaragua | 4          |

### Teilnehmer
| Nation      | 2001 | 2010 | 2013 | 2017 | Teilnahmen |
| ----------- | ---- | ---- | ---- | ---- | ---------- |
| Costa Rica  | 2    | 2    | 1    | 2    | 4          |
| El Salvador | 4    | 1    | 4    | 4    | 4          |
| Guatemala   | 1    | •    | 2    | 1    | 3          |
| Honduras    | 3    | 3    | 5    | •    | 3          |
| Nicaragua   | •    | •    | 3    | 3    | 2          |
| Gesamt      | 4    | 3    | 5    | 4    |            |